# London City Coaster
De Londen City Coaster is een stalen achtbaan die sinds 14 april 2017 opereert in het Nederlandse attractiepark Duinen Zathe te Appelscha. Het is een model Zyklon Z47 van de Italiaanse fabrikant Pinfari.

## Geschiedenis
De achtbaan werd oorspronkelijk geopend onder de naam Cyclone in het Britse pretpark Spanish City Amusement Park in 1991 waar tot het einde van het park in 2000 operationeel was. Daarna werd de achtbaan vermoedelijk opgeslagen alvorens het in 2004 werd verplaatst naar het pretpark Lightwater Valley, waar deze onder de naam Grizzly Bear werd heropend. Na de sluiting van de attractie in Lightwater Valley in 2008 werd de achtbaan aangekocht door de familie Buwalda en geëxploiteerd op kermissen onder de naam London City Coaster.
In 2017 werd de achtbaan verkocht aan Duinen Zathe en herbouwd onder dezelfde naam. De achtbaan heeft een lengte van 435 meter en een hoogte van 11,2 meter. De karretjes van de achtbaan bieden elk plaats aan 4 passagiers en bereiken een maximale snelheid van 55 km/u. De achtbaan heeft een aantal bochten en hellingen, waardoor het ook als wildemuis-achtbaan gezien kan worden.

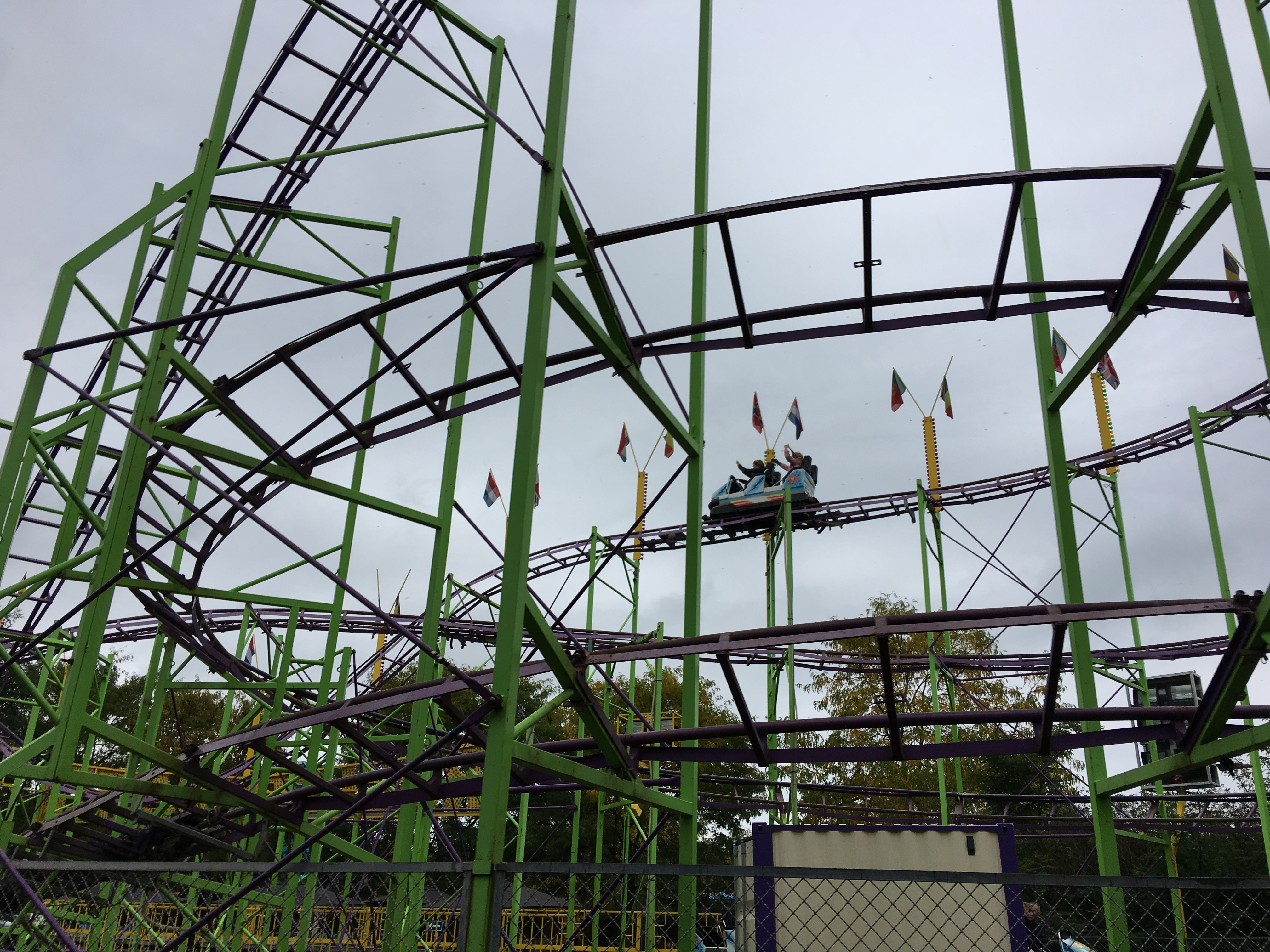
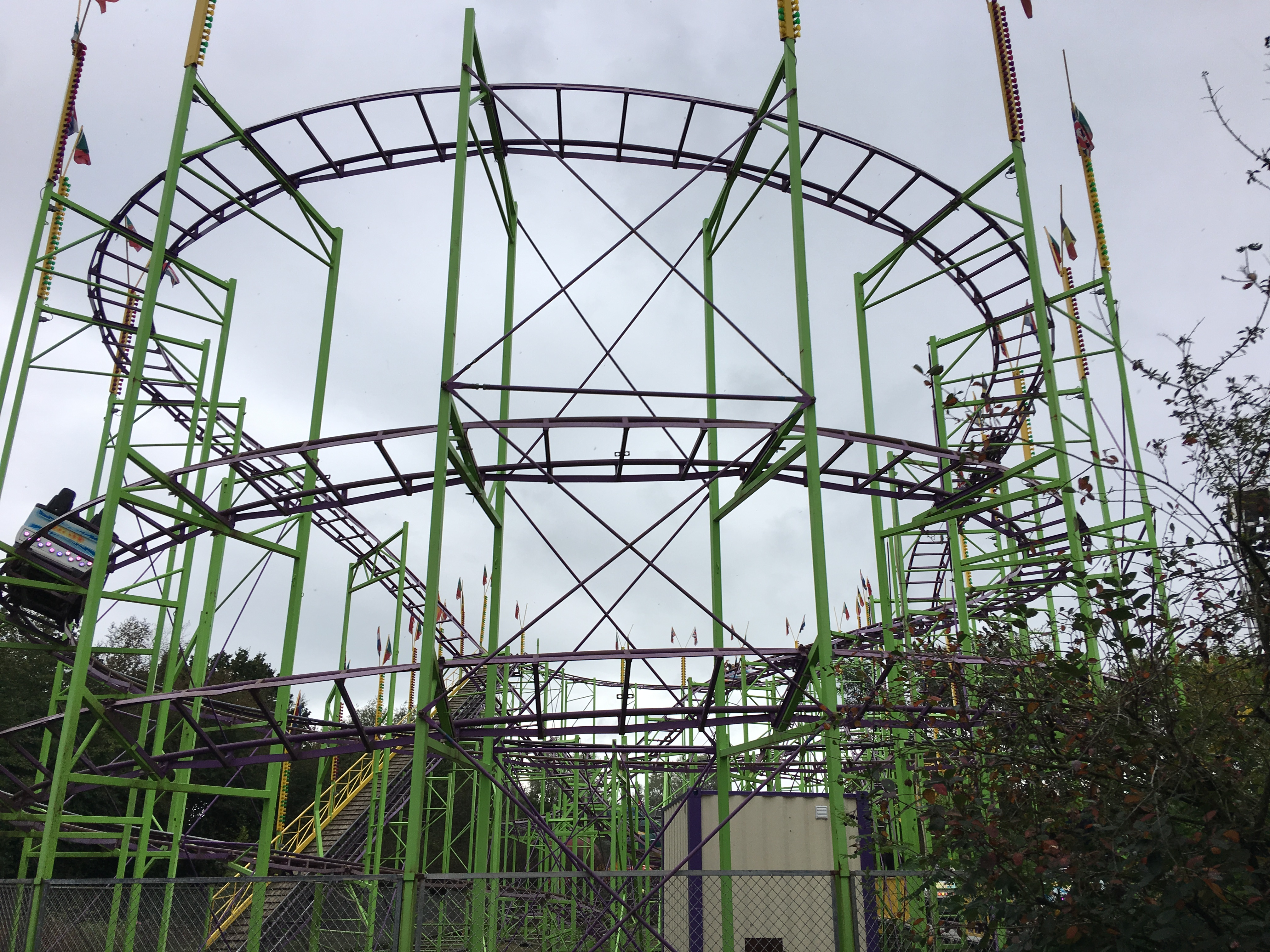